# Lignières-la-Carelle
Lignières-la-Carelle là một xã thuộc tỉnh Sarthe trong vùng Pays-de-la-Loire tây bắc nước Pháp. Xã này nằm ở khu vực có độ cao từ 113-156 mét trên mực nước biển.